# ラッセル・マーカー
ラッセル・マーカー（Russell Marker, 1902年3月12日 - 1995年3月23日）はアメリカの有機化学者である。ステロイドの研究に携わり、ステロイドホルモンの安価な合成法を確立した。また、オクタン価の発見をマーカーは主張したが、これに関しては異説がある。

## 誕生から大学退学まで
マーカーは1902年3月12日 アメリカ メリーランド州 ヘイガーズタウン近郊にある父親の農場で生まれた。1923年に学士号を、1924年に物理化学で修士号をメリーランド大学で取得した。修士課程では有機化学を専攻することを希望していたが、奨学金の関係で仕方なく物理化学を専攻した。博士課程は同大学でMorris Selig Kharaschの指導の元、有機化学を専攻した。マーカーは一年で博士号取得に十分な研究を行った。しかし物理化学の単位が未取得であったため、博士号を取得するには一年間博士課程を延長する必要があった。それに怒ったマーカーは博士号を取得せずに大学を退学した（Kharaschはマーカーの学位を認めたが、マーカーは博士号を受け取らなかった）。なお、メリーランド大学は1987年にマーカーに対して名誉理学博士号を授与した。

## エチル社時代
1926年マーカーは研究者としてエチル社（日本子会社はエチル・ジャパン）に就職した。同年マーカーはミルドレッド・コリン (1899-1985) と結婚した。エチル社でマーカーはオクタン価を発見したと主張するが、同僚であるG・エドガーが発見したという主張もある。

## ロックフェラー研究所時代
1928年マーカーはロックフェラー研究所でP.A. Leveneと共に研究を始めた。6年間で旋光性と立体配座に関する32報の論文を発表した。1934年マーカーはステロイドの研究を行うことを希望した、しかしLeveneが認めなかったためマーカーはロックフェラー研究所を辞め、ペンシルベニア州立大学に研究の場を移した。

## パーク・デービス社との関係
1936年パーク・デービス社はマーカーに妊馬の尿からのステロイド抽出物を送った。マーカーは抽出物からプレグナンジオールを単離した。1937年にはブーテナントが開発した手法を用いて、プレグナンジオールから35グラムのプロゲステロンを合成した。彼が合成したロゲステロンの量は当時としては最も大量であった。パーク・デービス社からの助成金は一万ドルを超え、最終的にステロイドの分野で160を超える論文をマーカーは発表した。（この時代にマーカーはジオスゲニンからプロゲステロンを高収率で合成する方法を開発した。マーカーが行った一連のステロイド研究の中で最も重要な開発である）

## シンテックス社の設立と退職
1944年マーカーはメキシコでシンテックス社を設立し、ヤム芋から抽出したサポゲニンより大量のプロゲステロンを生産した。　しかし共同設立者との金銭的なトラブルから会社を辞めた。マーカーはプロゲステロンの生産方法を誰にも教えず、試薬や実験ノートにも独自のコードを付け、マーカー以外は理解できないようにしていた。そのためマーカーが去った後、シンテックス社はプロゲステロンの生産ができなくなってしまう。

## 研究の中止と余生
1949年全ての研究資料を廃棄し、マーカーは突然一切の研究を止めてしまう。化学者を辞めた後はメキシコシティとペンシルベニア州ステイトカレッジで余生を過ごした。18世紀に作られた銀器に興味を持ち多くの複製を作らせた。

## 業績
マーカーはステロイドの化学に非常に大きく貢献した。少量でも非常に高価だったステロイドホルモンの安価な大量合成法を開発したことから、ステロイドホルモンの研究は大きく進んだ。経口避妊薬であるピルはステロイドホルモンが主成分であるが、現在ピルが安価に利用できるのはマーカーの貢献によるところが大きい。そのためマーカーはピルの元祖であるとされている。

## 性格
ロックフェラー研究所という最高の研究環境を捨て、ステロイドの研究を行ったことからも分かるように非常に信念が強かった。また、非常に活動的で才気溢る反面、自尊心が強く神経質でもあったようだ。

## 表彰
- Mexican Chemical Society at the VI International Symposium on the Chemistry of Natural Products in Mexico City (1969)
- Chemical Congress of North America (1975)